# Casa del Combattente (Salerno)
La Casa del Combattente (conosciuta anche come Casa del Soldato o Casa del Mutilato) è un edificio storico situato sul Lungomare Trieste della città di Salerno.

## Storia
L'edificio fu progettato nel 1923 dall'ingegnere Vincenzo Taddeo in seguito alle opere di urbanizzazione della spiaggia.
I lavori iniziarono nel 1924 e furono conclusi nella primavera del 1925.
Alla progettazione e alla costruzione dell'edificio contribuirono diverse ditte della Provincia di Salerno come la ditta Ricciardi di Vietri sul Mare che fornì le pregevoli vetrate; la ditta Matteo Forte che mise in opera gratuitamente tutti gli impianti e la società dei Cementi di Salerno che fornì gratuitamente 50 quintali di cemento proprio in segno di beneficenza per i mutilati di guerra.
Dopo essere stato sede di un teatro e punto di ritrovo per le nuove generazioni è diventata sede della Fondazione Filiberto Menna, del Lions Clubs International di Salerno e dell'Associazione Nazionale Marinai d'Italia.

## La fondazione Filiberto Menna
La fondazione nacque nel 1989 per volere della famiglia Menna e promuove da sempre iniziative di stampo culturale nella città di Salerno, grazie anche alla nascita di una biblioteca, che raccoglie 50.000 volumi, completamente fruibile al pubblico.